# 307261 마니
(307261) 마니(영어: 307261 Máni; 임시 명칭 : 2002 MS4)는 고전적 카이퍼대 천체로 왜행성 후보 중 하나이다.
마니의 표면은 짙은 회색이며 물과 이산화 탄소와 얼음으로 이루어져 있다. 마니는 별의 엄폐를 통해 관측되었으며 그 결과 마니의 윤곽을 따라 거대한 지형적 특징이 드러났다. 이러한 특징에는 높이 25km(16마일)의 산봉우리와 너비 320km(200마일), 깊이 45km(28마일)의 분화구 등이 포함된다. 마니의 지형적 특징은 태양계 천체 중 가장 높고 깊은 것으로 알려져 있다.

## 이름 명명
2011년 12월 10일 소행성 센터로부터 307261이라는 소행성체명을 받았다. 2025년 6월 9일 국제 천문 연맹에서 공식적으로 마니(Máni)라는 이름이 지정되었다.

## 같이 보기
- 반지름순 태양계 천체 목록